# خوفدة
خوفدة (بالسويدية: Skövde) مدينة و مركز حضري في بلدية خوفدة ومقاطعة فسترا غوتلاند في وسط جنوب السويد.
تقع خوفدة على بعد حوالي 150 كم شمال شرق مدينة غوتنبرغ، بين اثنتين من أكبر البحيرات في السويد فاترن وفانرن، كما تقع على المنحدر الشرقي من جبل بيلنغن قليل الانخفاض، الذي يخترق السهل الواقع بين البحيرتين. 

## التاريخ

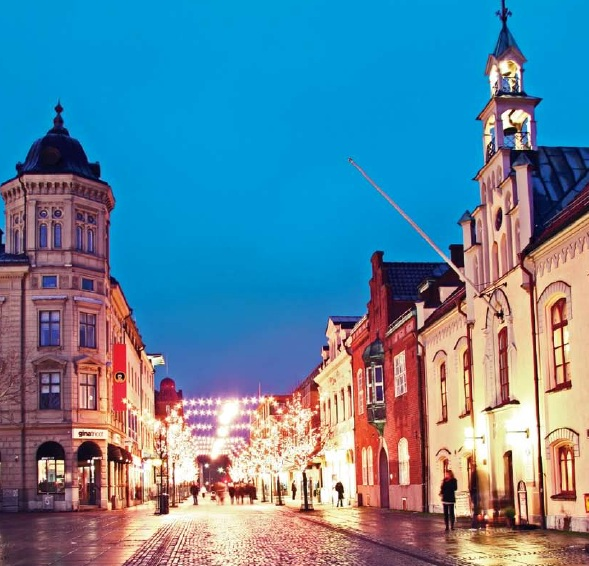
وسط المدينة في ساحة هرتيغ جوهانس

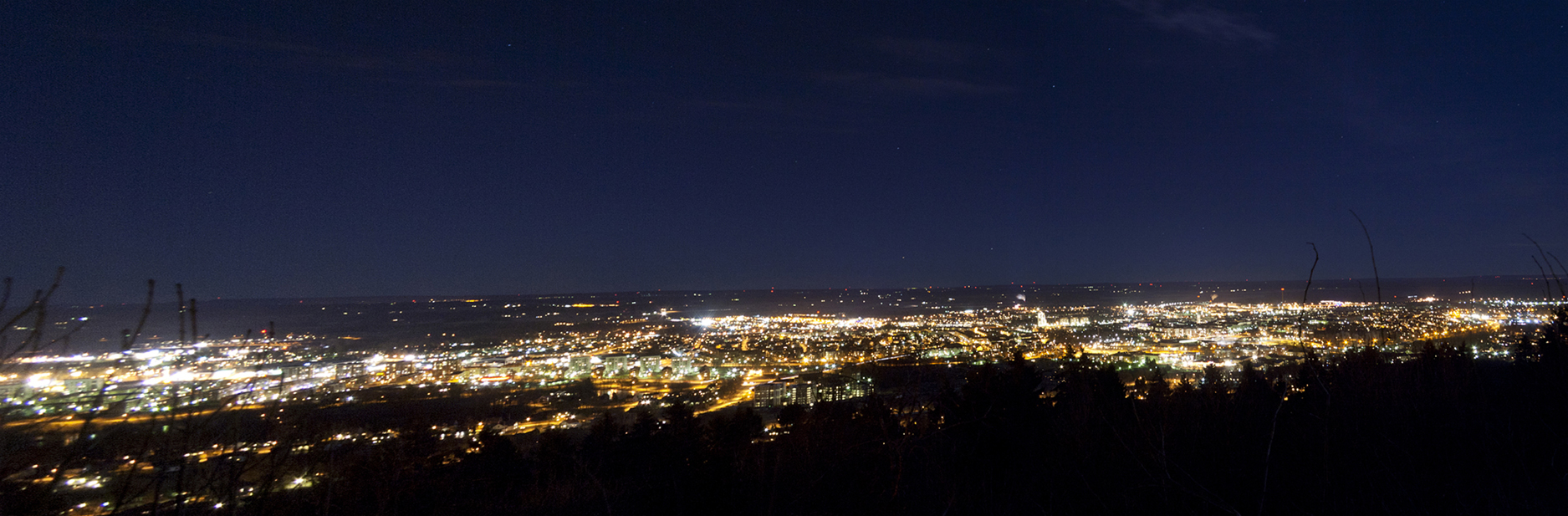
أفق خوفدة مساء أفق كما ترى من أعلى جيل بيلنغن

يعود تاريخ المدينة إلى العصور الوسطى. وشعار المدينة هو صورة من سانت ايلين (المعروفة أيضا باسم سانت هيلانة أوالقديسة هيلانة)، التي كانت تعتبر امرأة تقية. ولدت حوالي عام 1101 م وطوبت في 1164م.

## معرض صور

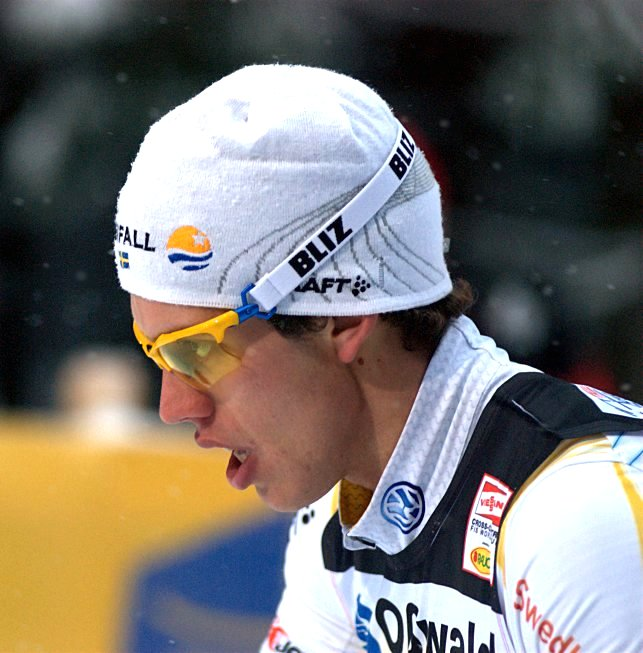
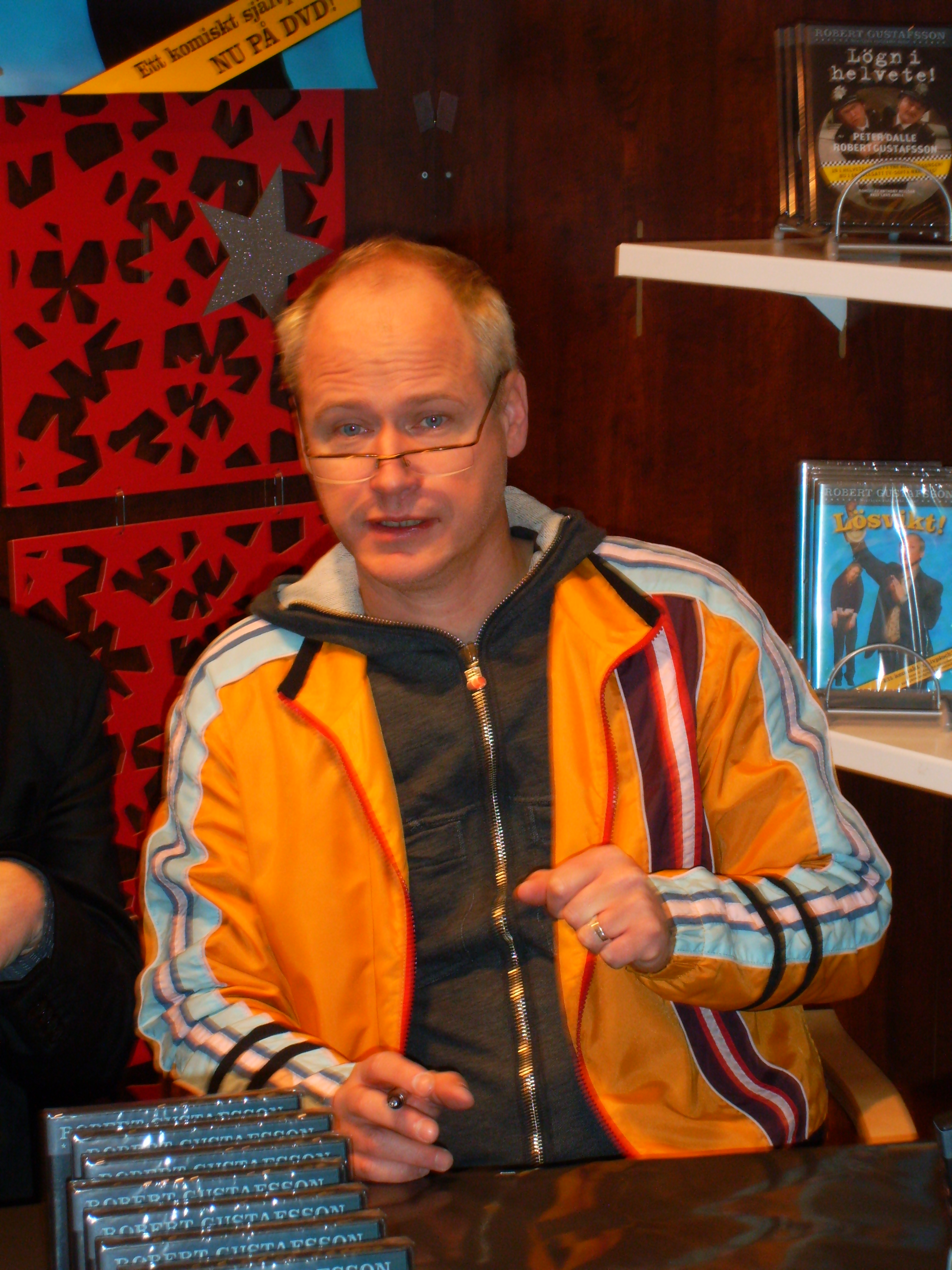
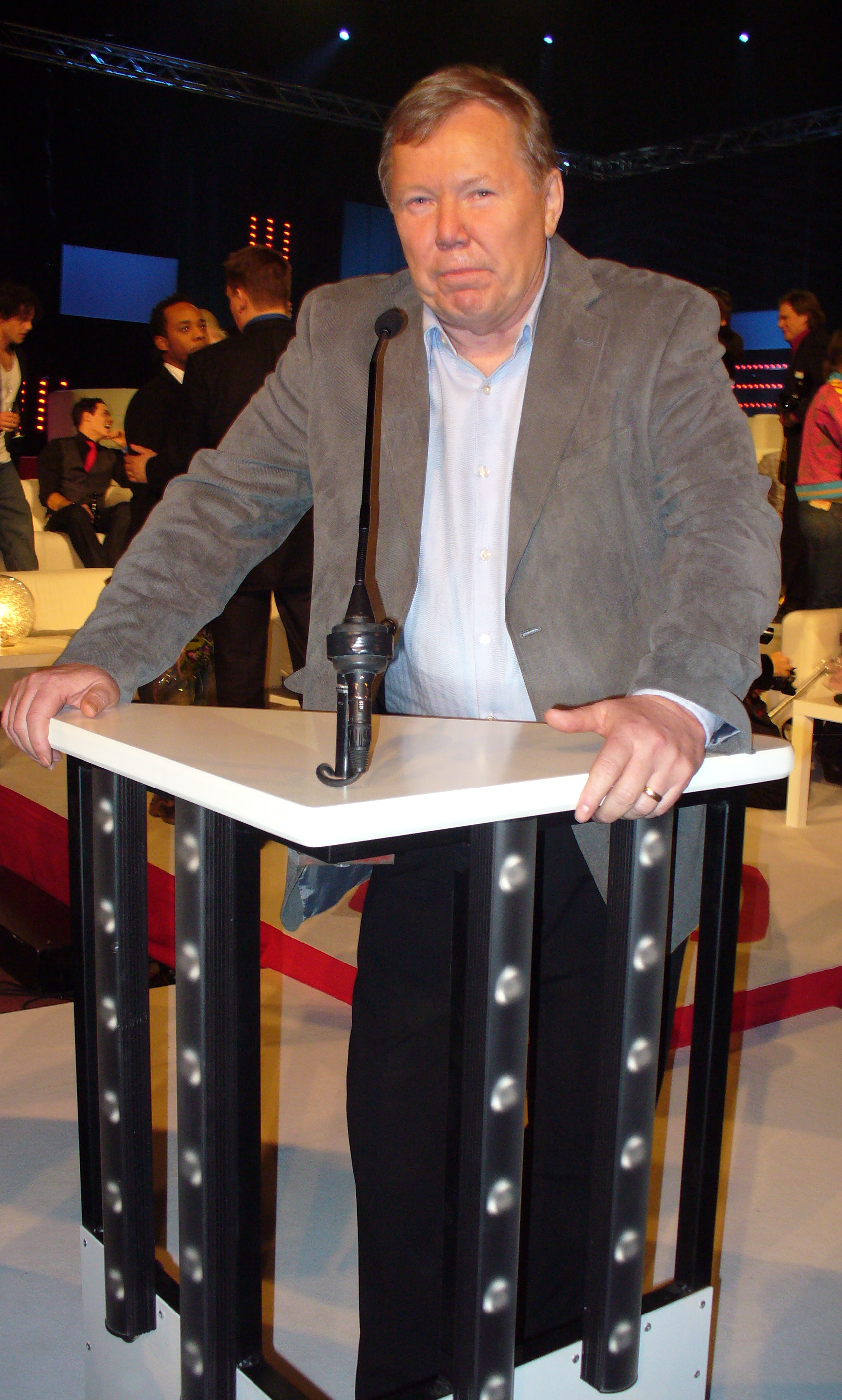
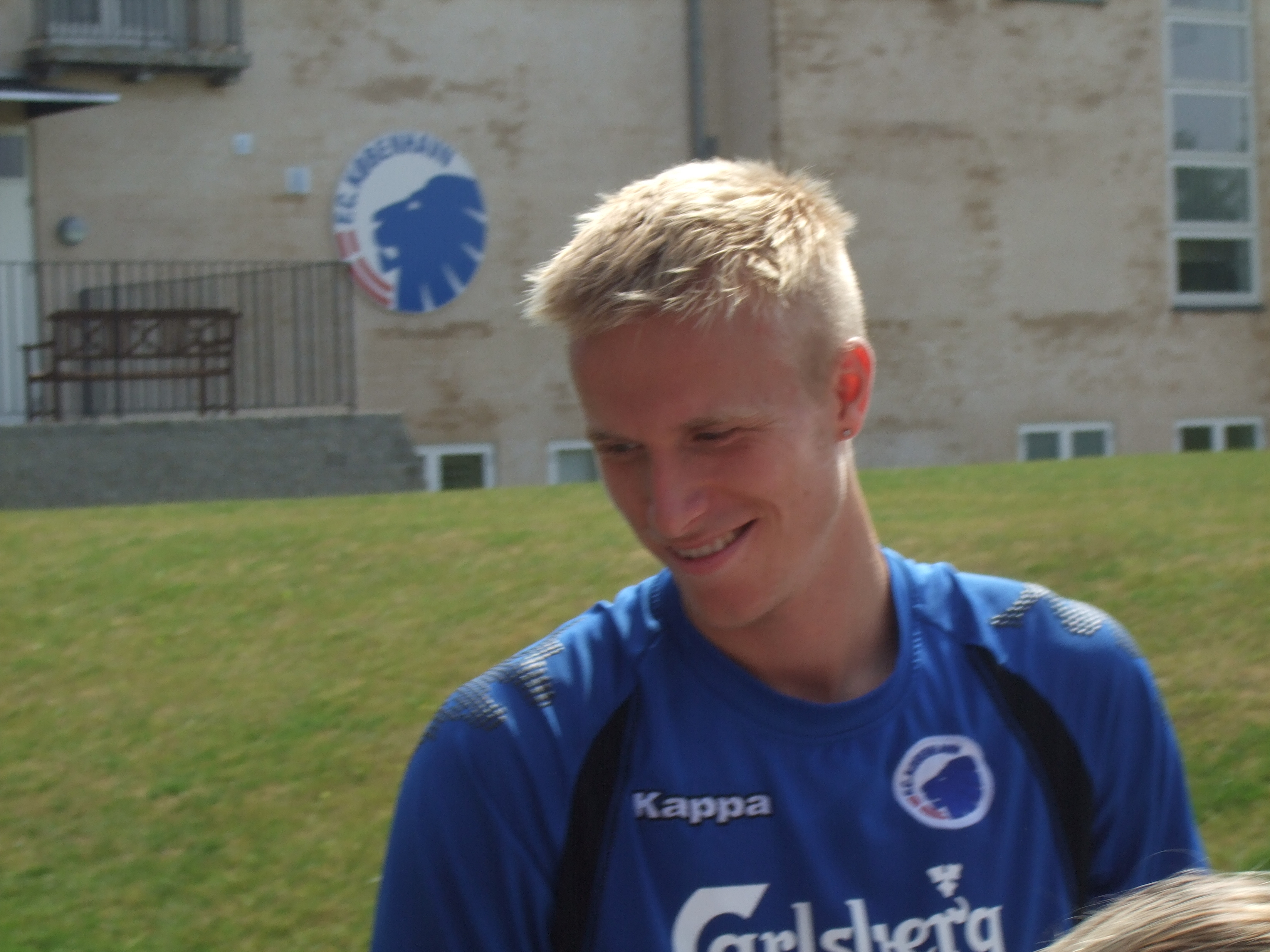

## أعلام
- إيمانويل بيرغ
- أنديرس مارتنسون
- اريك باكمان
- أندرياس لارسون
- أوسكار فيندت
- جوهان سجوستراند
- جوناس لجونجبلاد

## وصلات خارجية
- Skövde – الموقع الرسمي
- SkövdeNätet – موقع ومنتدى الاشخاص القاطنين والعاملين في خوفدة